# Sinudyne
 (juillet 2024).
La mise en forme du texte ne suit pas les recommandations de Wikipédia : il faut le « wikifier ».
Les points d'amélioration suivants sont les cas les plus fréquents. Le détail des points à revoir est peut-être précisé sur la page de discussion.
- Les titres sont pré-formatés par le logiciel. Ils ne sont ni en capitales, ni en gras.
- Le texte ne doit pas être écrit en capitales (les noms de famille non plus), ni en gras, ni en italique, ni en « petit »…
- Le gras n'est utilisé que pour surligner le titre de l'article dans l'introduction, une seule fois.
- L'italique est rarement utilisé : mots en langue étrangère, titres d'œuvres, noms de bateaux, etc.
- Les citations ne sont pas en italique mais en corps de texte normal. Elles sont entourées par des guillemets français : « et ».
- Les listes à puces sont à éviter, des paragraphes rédigés étant largement préférés. Les tableaux sont à réserver à la présentation de données structurées (résultats, etc.).
- Les appels de note de bas de page (petits chiffres en exposant, introduits par l'outil «  Source ») sont à placer entre la fin de phrase et le point final[comme ça].
- Les liens internes (vers d'autres articles de Wikipédia) sont à choisir avec parcimonie. Créez des liens vers des articles approfondissant le sujet. Les termes génériques sans rapport avec le sujet sont à éviter, ainsi que les répétitions de liens vers un même terme.
- Les liens externes sont à placer uniquement dans une section « Liens externes », à la fin de l'article. Ces liens sont à choisir avec parcimonie suivant les règles définies. Si un lien sert de source à l'article, son insertion dans le texte est à faire par les notes de bas de page.
- La présentation des références doit suivre les conventions bibliographiques. Il est recommandé d'utiliser les modèles {{Ouvrage}}, {{Chapitre}}, {{Article}}, {{Lien web}} et/ou {{Bibliographie}}. Le mode d'édition visuel peut mettre en forme automatiquement les références.
- Insérer une infobox (cadre d'informations à droite) n'est pas obligatoire pour parachever la mise en page.

Pour une aide détaillée, merci de consulter Aide:Wikification.
Si vous pensez que ces points ont été résolus, vous pouvez retirer ce bandeau et améliorer la mise en forme d'un autre article.
Sinudyne est une marque italienne de produits électroniques grand public détenue depuis 2022 par la société maltaise T.Manufacturing Ltd, qui les commercialise sur le marché européen.
La société Radio Sinudyne - Berti & Longhi a été fondée en 1946 puis transformée en SEI - Società Elettronica Italiana Snc.. De 1946 à 2006, les produits de la marque Sinudyne ont été commercialisés essentiellement en Italie et, sous d'autres marques, en Europe.
Après plusieurs changements de propriétaire et de délocalisation de la production, la marque a été rachetée par la société maltaise T.Manufacturing, dans le but de promouvoir son utilisation sur les marchés italien et européen.

## Histoire

### "Radio Sinudyne" - Berti & Longhi (1946-1958)
La société Radio Sinudyne SpA a été fondée à Bologne en 1946 par Bruno Berti et Antonio Longhi,. L'activité de l'entreprise a débuté dans un petit atelier situé 17, Via della Ghisiliera, pour fabriquer et assembler des appareils de radio à lampes, seule technologie de l'époque, avec une spécialisation particulière dans les radios à piles,,.
En 1950, Sinudyne se distingue en produisant les premiers postes de radio à transistors avec platine tourne-disques intégrée disposant d'une puissance élevée. Trois ans plus tard, en 1953, Sinudyne produit les premiers autoradios dans une gamme de 5 modèles.
En 1954, avec le fort développement de la télévision en Italie, Sinudyne présente sa première gamme de téléviseurs, et, en 1956, produit les premiers téléviseurs à cadre modulaire et à transistors, appareils à la pointe de la technologie.

### SEI - Société Electronique Italienne / Sinudyne (1959-2000)
En 1959, le siège social et les activités de production sont transférés dans une nouvelle usine construite à Ozzano dell'Emilia (faisant partie, depuis 2015, de la Ville métropolitaine de Bologne, ex province de Bologne). L'entreprise est renommée SEI - Società Elettronica Italiana Snc, avec un capital social de 500 000 £ires,. En 1964, SEI-Sinudyne fut la première entreprise italienne à produire des téléviseurs portables à transistors.
L'expansion commerciale et productive de SEI-Sinudyne a conduit à sa transformation en société anonyme par actions (S.p.A.) en 1967, au capital social de 200 millions de £ires et, en 1968, à l'agrandissement de l'usine d'Ozzano grâce à un énorme investissement qui a permis le doublement du capital social. En 1969, la production des appareils avec le système modulaire commence

### Le design des années 1970
SEI-Sinuyne, qui compte, au début des années 1970 un effectif de 450 salariés, connait un bon succès commercial au niveau national italien avec un vaste réseau de revendeurs et d'assistance, grâce à des produits de qualité et un design moderne. Bien qu'elle ne soit pas aussi attrayante, du point de vue des collectionneurs, que d'autres marques italiennes, comme Brionvega, au cours de sa période la plus réussie, Sinudyne a également essayé de prêter attention au design, en produisant des objets comme les téléviseurs Fauno et Xantos de 1970. Elle a été l'une des premières en Italie à commercialiser les premiers téléviseurs couleur, dont la production a commencé en 1975.
Sinudyne a poursuivi son évolution vers des produits de plus en plus avant-gardistes, s'imposant comme l'une des marques les plus prestigieuses dans le domaine de l'électronique grand public. Son histoire est remplie de succès commerciaux et d'innovations technologiques. Pendant des décennies, l'entreprise a produit et commercialisé des produits électroniques grand public et est devenue une marque de référence en Italie.

### Les années 1980 et la distribution d'autres marques
En 1980, Sinudyne lance le premier téléviseur avec réglage par synthèse de fréquence, la première parmi les entreprises italiennes
SEI-Sinudyne a été l'une des rares entreprises italiennes d'électronique grand public à sortir indemne de la grande crise qui a frappé l'industrie du secteur au début des années 80, qui a provoqué la disparition de nombreuses entreprises et qui a poussé l'État à intervenir avec la création de la REL - Ristrutturazione Elettronica S.p.A. (it), pour secourir les entreprises du secteur en difficulté. Cette situation était probablement due aux politiques commerciales adoptées par l'entreprise, qui, en exploitant son réseau commercial, a entrepris l'importation et la distribution d'autres marques. En 1981, le français Thomson-Brandt entre au capital de SEI-Sinudyne qui a procédé à un échange de produits, assemblés dans son usine, tout en maintenant les marques d'origine. Sur le marché italien on a trouvé côte à côte des modèles Thomson, Nordmende et SABA, tous fabriqués par Sinudyne.
La gamme des produits a été réduite pour se concentrer uniquement sur les téléviseurs. En 1983, SEI-Sinudyne crée, la première en Italie et la deuxième au monde, une télévision à technologie numérique,. En 1989, elle a commercialisé la gamme de produits du fabricant hongrois Orion.

### Diversification des produits des années 1990
En 1992, SEI-Sinudyne a produit le premier téléviseur 16:9 avec un écran de 36 pouces, devançant tous ses concurrents italiens et de nombreux grandes marques étrangères. D'autres produits importants ont été créés également par l'entreprise comme les téléviseurs portables de 14 à 17 pouces avec alimentation sous 12/24 V, multistandard PAL / SÉCAM dès 1993 ; les modèles Genesis et Diapason', équipés de fonction PIP (incrustation d'image), Dolby Surround et tuner satellite intégré préprogrammé pour chaque pays européen, qui ont réalisé d'excellentes performances commerciales en Italie et à l'étranger (1996) ; le téléviseur de 6,5 pouces avec magnétoscope intégré (1997) ; le magnétoscope à double platine, le premier commercialisé en Italie (1998) ; le téléviseur à fréquence Ultra Digital Scan de 100 Hz, équipé d'un port VGA pour une utilisation comme écran d'ordinateur (1999),,,,.
En 2000, SEI-Sinudyne fonde, en Espagne, avec les sociétés Ibertel Técnica, Look Now et Greenford 2001, la société Audiotecnic Desarollo SL, spécialisée dans la production de téléviseurs de 25 à 32 pouces, dans l'ancienne usine Thomson de Tarancón, où l'entreprise faisait fabriquer des appareils depuis longtemps,. Cette même année, les premiers téléviseurs CRT et plasma à écran plat sont lancés sous la marque Sinudyne.

### Vente à Fineldo SpA et fermeture (2002-2006)
En 2002, les fils du fondateur Bruno Berti, décédé à la fin des années 1990, Guido, Luigi et Gianni Berti, décident de vendre l'entreprise, qui est rachetée par la holding financière de la famille Merloni, propriétaire du groupe Industrie Merloni SpA, Fineldo Srl, via sa filiale, la maison d'édition Panini de Modène,,,. Peu de temps après le rachat par le groupe Merloni, SEI-Sinudyne a été transférée sous le contrôle de WaterFall, une société holding basée au Luxembourg, entièrement contrôlée par Fineldo.
Durant cette période, avec le recrutement de nouveaux directeurs commerciaux, Sacha Fusar et Enrico Cappelletti, Sinudyne s'est diversifiée, commercialisant, pour la première fois, une large gamme de produits variés. En avril 2003, elle fait son entrée dans le secteur de la téléphonie mobile, avec 3 modèles de téléphones GSM bi-bande de gamme moyenne et devient distributeur exclusif des téléphones mobiles Sendo,. En 2003, dans sa spécialité, la vidéo, Sinudyne a lancé des produits innovants, nés de la recherche interne de l'entreprise, les premiers téléviseurs LCD jusqu'à 40 pouces, des lecteurs-enregistreurs DVD sont alors commercialisés ainsi que des systèmes home cinéma avec combiné DVD + VHS intégrés, pour la première fois sur le marché italien, dans un téléviseur de 21 pouces. La société a également reçu une recommandation à la conception de l'ADI pour le modèle Digiflat conçu par Lamberto Angelini et sélectionné pour le prix Compasso d'Oro 2004,.
En juillet 2005, un partenariat a été conclu entre SEI et la division Merloni Progetti pour la commercialisation de petits appareils électroménagers, conçus par la division ingénierie du groupe Industrie Merloni et fabriqués en Chine dans les usines du groupe italien d'électroménagers. Il a aussi été décidé de déplacer la production de téléviseurs CRT et LCD en Lituanie, ce qui a entraîné le licenciement de 80 salariés de l'usine d'Ozzano. Le site d'Ozzano a été dévolu à la recherche et au développement, à la conception et aux services d'après-vente.
Avec l'ouverture complète des marchés européens des matériels électroniques asiatiques, la société n'a pu résister à cette concurrence féroce et les produits à très bas coûts. La direction du groupe Finedo SpA a décidé rechercher un partenaire asiatique., une opération qui s'est révélée infructueuse. En février 2006, Merloni Progetti fonde une joint-venture avec Joycare baptisée Life Tool Technologies, pour la commercialisation de produits ménagers sous la marque Sinudyne.
Le 30 avril 2006, l'assemblée générale des actionnaires de SEI a voté la mise en liquidation volontaire de la société. Mi-mai 2006, des négociations sont entamées, pour la vente d'une partie de la société mais, au cours de l'année, il a été décidé de fermer définitivement l'entreprise et d'arrêter toutes les productions italiennes et étrangères. Les usines d'Ozzano dell'Emilia ont été vendues le 31 août 2006.

## Renaissance de la marque Sinudyne
La marque Sinudyne est réapparue une première fois en 2012, utilisée pour commercialiser des téléviseurs LED, des climatiseurs et d'autres articles électroniques sur le marché occidental.
En 2022, la marque Sinudyne est rachetée par la société maltaise T.Manufacturing Ltd, dans le but de commercialiser ses produits sur les marchés italien et européen. Malgré les changements imposés à la suite de cette reprise d'activité, Sinudyne maintient sa tradition de qualité et d'innovation. À partir de 2023, les téléviseurs sont produits sous le système d'exploitation WebOs.